# Rodrigo Rosenberg Marzano
Rodrigo Rosenberg Marzano (født 28. november 1960, død 10. maj 2009) var en guatemalansk advokat, som blev skuddræbt i hovedstaden Guatemala City den 10. maj 2009. 
Han var uddannet fra Universidad Rafael Landívar og havde desuden en mastergrad i international jura fra University of Cambridge samt en mastergrad i erhvervsjura fra Harvard University. 
Medstifter af advokatfirmaet Rosenberg-Marzano, Marroquin-Pemueller & Asociados, S.C.
Indtil sin død fungerede han som advokat for forretningsmanden Khalil Musa, der ifølge Rosenberg blev myrdet på ordre fra regeringen i april 2009. Angiveligt fordi Khalil skulle have afvist at lægge navn til Guatemalas præsident Álvaro Colom og hans hustru Sandra de Coloms omfattende hvidvaskning af narkopenge via banken Banco de Desarrollo Rural (Banrural)
Få dage før sin død havde Rosenberg indspillet en video med hjælp fra journalister på den landsdækkende avis elPeriódico, hvori han anklagede præsident Álvaro Colom, Sandra de Colom og privatsekretæren Gustavo Alejos for at planlægge at dræbe ham. Efter hans død blev videoen sendt ud på internettet hvor den vakte stort opsigt, også internationalt. Tusinder af borgere protesterede i gaderne og krævede præsidentens afgang og sagen kastede Guatemala ud i en dyb politisk krise. Álvaro Colom har hele tiden afvist alle anklager og har beskyldt sine modstandere på højrefløjen for at stå bag et komplot, der har haft til hensigt at destabilisere den siddende regering. 
En FN-ledet undersøgelse kom i januar 2010 frem til, at Rosenberg selv havde planlagt mordet efter en depression der skyldtes personlige problemer. Han havde fået kolleger til at kontakte lejemordere og havde opdigtet falske dødstrusler som han selv havde indtalt på sin telefonsvarer, for at kunne skyde skylden for sin død på Álvaro Colom. Hermed er Præsident Colom blevet renset for alle beskyldninger i sagen, mens efterforskingen af de nærmere omstændigheder fortsætter.

## Organiseret kriminalitet og social uro
Efter 36 års borgerkrig i Guatemala blev der underskrevet en fredsaftale i 1996 mellem regeringen og oprørersbevægelsen URNG. Siden da har landet været præget af stor social uro og organiseret kriminalitet blandt alle sociale samfundslag, som har styret landet via korruption, afpresning, dødstrusler og vold.
I løbet af de seneste år er volden i Guatemala eskaleret. I 2008 blev der i gennemsnit begået 17 drab om dagen i et land med knap 13 millioner indbyggere, hvoraf var størstedelen af drabene narkorelateret. I 96-98% af tilfældene slipper de kriminelle for straf og dette har Rosenbergs video været med til at sætte fokus på. Narkobandernes udbredelse i samfundet og deres kyniske metoder skaber stor usikkerhed blandt den lokale befolkning. 